# TSG Bergedorf
Die Turn- und Sportgemeinschaft Bergedorf von 1860 e. V. ist ein Sportverein im Hamburger Stadtteil Bergedorf beheimatet. Der Sportverein betreut mit über 250 hauptamtlichen Mitarbeitern und 500 Übungsleitern, Trainern und Jugendgruppenleiter 10.500 Mitglieder (Stand: Juli 2025) und gehört damit zu den größeren Sportvereinen in Deutschland. Mit 800 Angeboten spricht die TSG, über soziale und kulturelle Grenzen hinweg, Menschen aller Altersstufen an. Der Verein ist Träger mehrerer Sport- und Bewegungskindertagesstätten und einer Jugendeinrichtung. Außerdem ist er in der ganztägigen Bildung und Betreuung an Schulen aktiv. Nicht nur Bergedorfer sind begeisterte Sportler in der TSG, sondern auch Bewohner des Bergedorfer Umlandes. Die Mitglieder stammen aus Allermöhe, Altengamme, Börnsen, Billstedt, Glinde, Kirchwerder, Lohbrügge, Reinbek und Wentorf.
Die Geschäftsstelle der TSG Bergedorf sitzt im TSG Sportforum (Billwerder Billdeich 607, 21033 Hamburg), welches eine der größten vereinseigenen multifunktionalen Sportanlagen in Deutschland ist. Weitere vereinseigene Anlagen sind das TSG Sportzentrum BULT, das TSG kissland Wentorf und das Fitness-Studio be.Fit im Bille-Bad.
Vorsitzender der TSG Bergedorf ist Boris Schmidt. Stellvertretende Vorsitzende sind Thorsten Wetter, Tobias Grosse und Thomas Kock.

## Geschichte
Im Juni 1860 erfolgt die Gründung des Bergedorfer Männerturnvereins, 1880 die Gründung der Bergedorfer Turnerschaft. 1895 erfolgten Gespräche zwischen beiden Vereinen über den Bau einer gemeinsamen Turnhalle, aber es kam zu keiner Einigung. Ein Jahr später beginnt die Bergedorfer Turnerschaft (241 Mitglieder) mit dem Bau einer Turnhalle und kauft dafür für 10.000 Reichsmark ein Grundstück in der damaligen Schulstraße, dem heutigen Bult. Der Bau kostet zusätzlich 15.000 Reichsmark. 1902 kam es zur Gründung des Bergedorfer Fußball-Club v. 1902 (BFC). 1904 spaltet sich die Spielabteilung der BT 80 vom Verein ab und gründet den Bergedorfer Spielverein von 1904 (BSV). 1918 fusionieren BFC und BSV und nennen sich fortan Spiel und Sport Bergedorf von 1902. 1921 erfolgt die Fusion der Vereine Bergedorfer Männerturnverein und Bergedorfer Turnerschaft. Es kam zur Einweihung der Sportanlage „Marienburg“ in Wentorf. Die Kosten – 76.000 RM für das Gelände und 54.000 RM für den 1. Ausbau – werden hauptsächlich durch Spenden finanziert.
1939 wurde die Kriegsspielgemeinschaft SG/SuS Bergedorf 1933 zusammen mit dem Bergedorfer SV 1933 (als 1. FC Nettelnburg 1930 gegründet und zuerst 1933 in Billwärder SV 1933 und 1937 dann in Bergedorfer SV 1933 umbenannt) gebildet.
Nach dem Krieg begannen 1945 Mitglieder beider Vereine mit dem Wiederaufbau. Die Turnhalle Bult und die Sportanlage Marienburg waren zwar von Kampfhandlungen verschont geblieben, wurden aber von den Besatzungsmächten beschlagnahmt und fast völlig verwüstet zurückgegeben. 1951 folgte die Gründung einer Boxsportsparte bei er Bergedorfer Turnerschaft von 1860
1952 übernimmt der Verein „Spiel und Sport Bergedorf“ erstmals die Schirmherrschaft für den Ferienaufenthalt einer Kindergruppe in Behrensdorf/Ostsee. Bald darauf wird das Zeltlager auf die gesamten Hamburger Ferientage für jeweils 600 Kinder ausgedehnt.
1965 schließen sich die Bergedorfer Turnerschaft von 1860 und Spiel und Sport Bergedorf von 1902 zu einem Großverein zusammen und nennen sich nun Turn- und Sportgemeinschaft Bergedorf von 1860 e. V.
Zum 25-jährigen Bestehen des Zeltlagers im Jahr 1977 wird ein Neubau mit Aufenthaltsraum und sanitären Anlagen eingeweiht.
1982 erfolgt die Aufstockung des 1965 vom Hamburger Fußballverband übernommenen Umkleidehauses in Wentorf für die Wohnung eines Platzwartes. 1986 wird der Anbau an die Turnhalle Bult mit zwei Gymnastiksälen und einer neuen Geschäftsstelle fertig gestellt. 1990 öffnete das Fitness-Studio am Bult mit Saunen, Solarien und neuen Umkleideräumen. Die Nebenräume der Turnhalle Bult wurden abgerissen und durch einen neuen Anbau mit Umkleideräumen, Duschräumen, Toiletten und Geräteraum im Erdgeschoss ersetzt. Die Kosten der gesamten Maßnahmen betrugen 1,3 Millionen DM. 1992 wird die TSG Kindersportschule (KiSS) gegründet.
Im Jahr 1997 wird mit der Praxis-Klinik Bergedorf (PKB) in Lohbrügge ein Kooperationsvertrag geschlossen und in deren Räumlichkeiten ein zweites Fitness-Studio eröffnet. Kauf einer großen Sporthalle mit dazugehörigem Grundstück auf dem ehemaligen Kasernengelände in Wentorf. Dieses wird zu einem Trendsportzentrum für Skateboarding, Inlineskating, Freeclimbing und Beachvolleyball umgebaut. Gesamtkosten für Grundstück, Halle und Umbau: 1,79 Mio. DM
1998 wird nach fast sechsjähriger Planungsphase und 13 Monaten Bauzeit am 1. Oktober 1998 das TSG Sportforum am Billwerder Billdeich 607 eröffnet. Die größte vereinseigene multifunktionale Indoor-Sportanlage in Norddeutschland beinhaltet u. a. eine Tennishalle (3 Felder), eine Badmintonhalle (6 Felder), drei Squash-Courts, ein Dojo, mehrere Gymnastikräume, ein Fitness-Studio, ein Schwimmbad, eine Saunalandschaft und eine Gastronomie. In das Sportforum ist außerdem eine Sport- u. Bewegungskindertagesstätte für über 100 Kinder integriert. Die Kosten für den Bau des TSG Sportforums betragen Insgesamt 17,4 Mio. DM. Verschmelzung der Judo-Gemeinschaft Sachsenwald e. V. und der TSG. Die JGS verlässt ihr langjähriges Domizil am Friedrich-Frank-Bogen und zieht in das Dojo im Sportforum ein.
2000 kommt es zur Übernahme der Trägerschaft einer zweiten Sport- und Bewegungskindertagesstätte, die von der Gemeinde Wentorf direkt neben dem Trendsportzentrum in Wentorf gebaut wird gefolgt von der Übernahme der Trägerschaft für das Jugendzentrum Neuallermöhe West (JUZENA) im Jahr 2002. Die TSG gerät in eine finanzielle Schieflage, die eine Beitragserhöhung im größeren Umfang notwendig macht. Es folgt eine Austrittswelle von fast 1.000 Mitgliedern. Veräußerung des Nießbrauchrechts auf der Sportplatzanlage Marienburg in Wentorf an den Hamburger Sportbund.
2005 wird die Trägerschaft einer dritten Kindertagesstätte in den Räumlichkeiten der Schule am Mittleren Landweg übernommen. Zwischenzeitlich haben sich die Kitas der TSG den Namen „Sportini“ gegeben. Das Trendsportcenter in Wentorf wird von der TSG Kindersportschule übernommen. Unter dem Namen kissland entsteht ein Kinderbewegungszentrum mit einer einzigartigen Tobe- und Spiellandschaft für Klein- und Krabbelkinder. Der Umbau erfolgt fast ausschließlich in Eigenarbeit. Eröffnung des vierten TSG Fitness-Studios im umgebauten und völlig neu gestalteten Bille Bad.
2006 kommt es zur Schließung des Fitness-Studios und der Geschäftsstelle im TSG Sportzentrum Bult und zur Zentralisierung der Verwaltung/Geschäftsstelle im TSG Sportforum am Billwerder Billdeich. Übernahme der Trägerschaft einer vierten Sport- u. Bewegungskindertagesstätte in Wentorf, die gegenüber dem kissland entsteht. Verkauf der verbliebenen Nutzungsrechte und der Gebäude auf der Sportplatzanlage Marienburg in Wentorf an den Hamburger Sportbund. Aufgrund der wirtschaftlichen Krise des Vereins wird ein umfassender Sanierungs und Restrukturierungsprozess eingeleitet.
Das bisher gepachtete 2,5 ha großen Grundstückes des Jugendzeltlagers Behrensdorf wird 2007 gekauft, um die Durchführung des Ferienzeltlagers langfristig zu sichern. Nach sechsmonatiger Umbauzeit eröffnet im September das Yoga-Pilates Studio Hamburg in den ehemaligen Räumlichkeiten des Fitness-Studios am Bult. Die Umgestaltung erfolgt ausschließlich in Eigenarbeit. Ein Jahr darauf erhält der Verein ein neues Logo und präsentiert sich in einem neuen Corporate Design.
2009 führt eine neue Satzung zu einschneidenden Veränderungen in der Vereinsstruktur und der Führung des Vereines. Das bisher höchste Vereinsorgan, die Mitgliederversammlung, wird durch eine Delegiertenversammlung ersetzt. Diese wählt einen Aufsichtsrat, der wiederum die Mitglieder des Vorstandes beruft. Vorstandstätigkeit ist nun auch in hauptamtlicher Funktion möglich. Der Sanierungs- und Restrukturierungsprozess wird erfolgreich abgeschlossen. Eine vom Vorstand berufene Kommission erarbeitet ein Leitbild für die TSG, das unter dem Motto „Die TSG – ein Verein mit Traditionen und Visionen“ steht. 2010 feierte die Turn- und Sportgemeinschaft Bergedorf von 1860 e. V. ihr 150-jähriges Bestehen.

### American- & Flag Football
Die „Hamburg Swans“ treten im Sportart Football, die Gründung erfolgte Anfang der 2000er Jahre, zunächst unter dem Dach des benachbarten Vereins SVNA unter der Leitung des ehemaligen Spielers der Leverkusener Leopards Thomas Jüdt. Zunächst nahmen nur die Junior Swans am Hamburger Spielbetrieb teil, doch schon bald entstanden weitere Mannschaften. Im Jahr 2007 starteten die Hamburg Iron Swans (Jugendteam). Seit 2009 tritt auch ein Herrenteam an. Erst Mitte der 2010er wechselten die Hamburg Swans vom SVNA zur TSG Bergedorf. Heimspielstätte ist der Kunstrasens am Ladenbeker Weg. Das Team stieg 2022 in die Regionalliga auf.

### Ballettschule
Die Ballettschule der TSG wird seit vielen Jahren erfolgreich von Elisabeth Adam geleitet. Hier tanzen Kinder, Jugendliche und Erwachsene schon ab 4 Jahren. Bekannt ist die Abteilung für ihre jährliche Ballettaufführung u. a. im Haus im Park in Bergedorf, bei der alle Schülerinnen und Schüler gemeinsam ein Stück (z. B. „Die kleine Meerjungfrau“ oder „Mary Poppins“) entwickeln, entwerfen, vorbereiten und schließlich aufführen.

### Basketball
Die Basketballabteilung wurde 1975 gegründet.
1994 entstand durch die gemeinsam mit dem ASV Bergedorf 85 gegründete BG ASV/TSG Bergedorf der mitgliederstärkste deutsche Basketballverein. Geleitet wurde die BG von Axel Motullo, als Trainer der Damen- und Herrenmannschaft wirkte in dieser Zeit der US-Amerikaner Mark Gustin. 1994 wurde mit dessen Landsmann Mike Spears ein Profispieler für die Regionalligamannschaft geholt. Anschließend prägten mit dessen Landsmännern Deric Daniels (bis 1996) sowie Joe Asberry (1996 bis 1999) zwei weitere US-amerikanische Spieler die Bergedorfer Herrenmannschaft. Die BG entwickelte sich im Nachwuchsbereich zum erfolgreichsten Verein im Großraum Hamburg und gewann im Spieljahr 1995/96 fünf von acht möglichen Hamburger Jugendmeistertiteln. Aufgrund finanzieller Schwierigkeiten wurde die BG im Mai 1996 aufgelöst.
1998 gewannen die weibliche C-Jugend sowie die männliche B-Jugend der TSG die norddeutsche Meisterschaft. Im Jahr 2000 erreichte die TSG in der deutschen A-Jugendmeisterschaft der Jungen unter Trainer Boris Schmidt den dritten Platz. Die Bergedorfer Herrenmannschaften gewannen 1997, 2000 und 2005 jeweils den Meistertitel in der 2. Regionalliga Nord und spielten anschließend in der 1. Regionalliga Nord. Nach dem Aufstieg 2005 versuchte die TSG in der 1. Regionalliga Nord eine Mannschaft aufzubauen, die die Grundlage für eine spätere Hamburger Bundesligamannschaft bilden sollte. Für die Hamburg Baskets beziehungsweise wegen einer Sponsorenvereinbarung Baskets Albag Hamburg genannte Mannschaft wurden einige der leistungsstärksten Spieler aus dem Großraum Hamburg zusammengezogen. Trainer der Mannschaft war Alexander Biller, als Manager war Martin Schiller im Amt. Im Spielbetrieb wurde die Mannschaft weiterhin unter dem Namen TSG Bergedorf geführt, sie belegte im Spieljahr 2005/06 in der 1. Regionalliga Nord den achten Tabellenplatz, bester Korbschütze war Cecil Egwuatu mit einem Mittelwert von 39,5 Punkten je Begegnung. Wegen fehlender wirtschaftlicher Mittel wurde das Bundesliga-Vorhaben aufgegeben.
2007 stiegen die TSG-Herren als Tabellenletzter aus der 1. Regionalliga Nord ab. 2017 kehrten sie als Meister der 2. Regionalliga in die 1. Regionalliga Nord zurück und verstärkten sich anschließend mit dem US-Amerikaner Will Barnes, der bis Oktober 2018 bei der TSG blieb. Im Spieljahr 2021/22 stand der für Bergedorf spielende Kroate Matej Jelovčić mit 24,3 Punkten je Begegnung an erster Stelle der Korbjägerliste der 1. Regionalliga Nord. Nach dessen Weggang wurde mit Beginn des Spieljahres 2022/23 der US-amerikanische Spielmacher Anthony Hodge verpflichtet. 2023 stieg die TSG aus der 1. Regionalliga Nord ab.

### Fußball
Die Fußballer von 1860 stiegen 1920 in die A-Klasse (2. Liga) auf und wurden 1923 dort Meister, scheiterten aber in der Relegationsrunde und verpassten somit den erneuten Aufstieg. In den folgenden Jahren verhinderte die Reinliche Scheidung das weitere Mitwirken von Turnvereinen im DFB/NFV. Erst 1931 konnten die 1860er in den NFV-Bezirk Groß-Hamburg zurückkehren und taten dies auch.
Derweil hatte der SuS im Jahre 1924 auf sich aufmerksam gemacht, als er ebenfalls die Meisterschaft der zweithöchsten Spielklasse gewann, den Sprung in die höchste Liga jedoch verpasste. Vier Jahre später schaffte die Verein zwar den Aufstieg, konnte wegen der Fußball-Revolution dort jedoch nicht antreten. Nach der Neuordnung der norddeutschen Ligen fanden sich die Bergedorfer in der neuen zweitklassigen Bezirksliga wieder und stiegen ab. 1954 stieg die TSG in die Bezirksliga ab, schaffte jedoch den sofortigen Wiederaufstieg.
Zehn Jahre lang blieb die Verbandsliga die Heimat der Bergedorfer, ehe 1965 der Aufstieg in die Amateurliga Hamburg gelang. Lange Zeit spielte die Mannschaft um einen der ersten beiden Plätze, die zur Teilnahme an der Aufstiegsrunde zur Regionalliga Nord berechtigten. Am Saisonende reichte es zu Platz 5. Im Norddeutschen Pokal sorgte man zunächst mit einem 2:0-Sieg über den Regionalligisten VfL Osnabrück für Furore, nur um eine Runde später mit 0:1 gegen den Viertligisten Eutin 08 auszuscheiden.
Letzter Höhepunkt der Vereinsgeschichte war in der Saison 1971/72 das Derby gegen Bergedorf 85 vor mehr als 6.000 Zuschauern. Nach dem Abstieg im Jahre 1973 rutschte der Verein in untere Ligen ab und kehrte 2004 noch einmal in die Landesliga zurück. Anschließend stürzte der Verein bis in die Kreisklasse ab, aus der er 2015 wieder aufstieg. Zwei Jahre später folgte der erneute Abstieg in die Kreisklasse. Mit Nils Pichinot brachte der Verein einen Zweitligaspieler hervor.
Die Spiele der Herren- und Jugendmannschaften werden im Billtalstadion ausgetragen, wo zudem auch überwiegend die Trainingseinheiten der Teams absolviert werden.

### Leichtathletik
Jürgen Kühl, der für SuS Bergedorf startete, wurde 1956 und 1957 Deutscher Hallenmeister über 400 Meter und gewann 1957 auch den Freilufttitel über diese Strecke. Bei den Olympischen Spielen 1956 in Melbourne wurde er mit der deutschen 4-mal-400-Meter-Staffel Vierter und erreichte im Einzelrennen das Viertelfinale. Ingo Schultz, der Europameister im 400-Meter-Lauf von 2002 begann seine Karriere bei der TSG, für die er von 1997 bis 2000 und von 2002 bis 2004 startete.
Der Bergedorfer Crosslauf wird von der Leichtathletikabteilung ausgetragen und findet seit 1965 jährlich statt. Er ist somit der älteste noch bestehende Crosslauf in Deutschland. Austragungsort ist traditionell das Bergedorfer Gehölz.

### Tischtennis
Die Tischtennisabteilung der TSG stand lange Jahre im Schatten des Lokalkonkurrenten und zeitweiligen Zweitbundesligisten ASV Bergedorf 85, stieg jedoch in den 1990er Jahren zum führenden Verein im Hamburger Osten auf. Von Anfang der 2000er Jahre bis 2014 bildete die TSG Bergedorf mit dem SC Vier- und Marschlande die Spielgemeinschaft Tischtennisfreunde Bergedorf / Vier- und Marschlande, kurz BVM genannt. Die erste Herrenmannschaft (von acht) der Tischtennisfreunde kehrte 2012 als Meister der Hamburg-Liga in die Oberliga Nord zurück. Zur Saison 2014/15 gingen die beiden Vereine wieder getrennte Wege. In der Spielzeit 2024/25 verfügt die TSG Bergedorf noch über je eine Damen- (2. Bezirksliga) und Herren-Mannschaft (3. Kreisliga) sowie zwei Jungen-Mannschaften (U19) und je ein Mädchen- (U19) und Schülerteam (U15).

## Liste aller Sportarten und Abteilungen
In seinen Abteilungen betreibt der TSG Bergedorf folgende Sportarten:
- American-&Flag Football
- Badminton
- Ballettschulen
- Baschis
- Baseball
- Basketball
- Behindertensport/Insport
- Boxen
- Capoeira
- Cheerleading
- Clip Dance
- Combat Mixed Arts
- eSports
- Fechten
- FitDance
- Fitness-Training
- Fußball
- Gesundheitssport
- Handball
- Hockey
- Indoor-Soccer
- Inlineskating
- Judo
- Ju-Jutsu / Selbstverteidigung
- Karate
- Kickboxen
- Leichtathletik
- Rehasport
- Rhönrad
- Schach
- Schwimmen
- Schwimmschule
- Senioren
- Spielmannszug
- Sportabzeichen
- Squash
- Tanzsport
- Tennis
- Tischtennis
- Triathlon
- Volleyball
- Yoga
- Walking
- Wellness

## Gremien
Der aktuelle Vorstand der TSG Bergedorf (Stand: Dezember 2021) besteht aus Boris Schmidt (Vorsitzender), Thomas Kock (stellvertr. Vorsitzender), Tobias Grosse (stellvertr. Vorsitzender), Thorsten Wetter (stellvertr. Vorsitzender), Paul Wegner (Vereinsjugendleiter), Claus Quase-Scott (Ehrenvorsitzender) und Ulrich Hafenstein (Ehrenvorsitzender).
Im Aufsichtsrat sitzen Siegward Zur (Vorsitzender), Iris Huth (stellvertr. Vorsitzende), Martina Willhoeft, Dr. Annette Vollmer, Markus Wiegmann, Sven Noetzel und Metin Hakverdi.

## Soziales Engagement
Die TSG ist nicht nur sportlich, sondern auch sozial fest in Bergedorf und Umgebung verankert. Der Verein betreibt unter anderem zwei gut besuchte offene Jugendeinrichtungen – das JuZeNa in Neuallermöhe und das Gleis 1 in Billwerder. Dort können sich Kinder und Jugendliche in ihrer Freizeit treffen, sich vernetzen und gemeinsam Zeit verbringen. Beide Einrichtungen sind offen für Kinder und Jugendliche jeglicher Herkunft, auf Inklusion und Integration wird viel Wert gelegt. Somit hat die TSG zwei wichtige Orte der Kommunikation und Begegnung für junge Menschen aus Neuallermöhe, Billwerder und Umgebung geschaffen, die sie unabhängig von Familie und Schule aufsuchen können. Darüber hinaus engagiert sich der Verein in der Straßensozialarbeit, der Gewalt- und Suchtprävention und bietet diverse Werkstätten und Projekte an, die von Kindern und Jugendlichen besucht werden können.

## Auswirkungen der Pandemie
Wie viele Bereiche des öffentlichen Lebens ist auch die TSG Bergedorf durch die COVID-19-Pandemie nicht unversehrt geblieben. Vor allem hatte der traditionell mitgliedsstarke Verein mit einem starken Mitgliederschwund zu kämpfen. Waren es Ende 2019 noch gut 11.000 Mitglieder, zählte der Verein Anfang 2021 nur noch knapp 9.000 Mitglieder. Während die Mannschaftssportarten vergleichsweise gut zusammenhielten, schwanden vor allem im Fitness- und Gesundheitssportbereich die Teilnehmer. Um der Pandemie entgegenzuwirken und den Sportbetrieb so gut wie möglich wieder in Gang zu bringen, richtete der Verein in seinem Hauptsitz ein Schnelltestzentrum ein. Per Juli 2025 erreichte er wieder 10.500 Mitglieder.

## Persönlichkeiten (Auswahl)
- Rudi Albusberger
- Martin Schiller
- Boris Schmidt
- Ingo Schultz